# Дембово (Сувальський повіт)
Дембово (пол. Dębowo) — село в Польщі, у гміні Шиплішки Сувальського повіту Підляського воєводства.
Населення — 116 осіб (2011).
У 1975—1998 роках село належало до Сувальського воєводства.

## Демографія
Демографічна структура станом на 31 березня 2011 року:
|          | Загалом | Допрацездатний вік | Працездатний вік | Постпрацездатний вік |
| -------- | ------- | ------------------ | ---------------- | -------------------- |
| Чоловіки | 65      | 15                 | 39               | 11                   |
| Жінки    | 51      | 10                 | 27               | 14                   |
| Разом    | 116     | 25                 | 66               | 25                   |